# سیا. هرینگ
سیا. هرینگ (انگلیسی: Cia. Hering) شرکت خرده‌فروشی برزیلی است، که در سال ۱۸۸۰ تأسیس شد.